# Athripsodes dalmatinus
Athripsodes dalmatinus là một loài Trichoptera trong họ Leptoceridae. Chúng phân bố ở miền Cổ bắc.